# بوستان لاله
Lale Park | پارک لاله

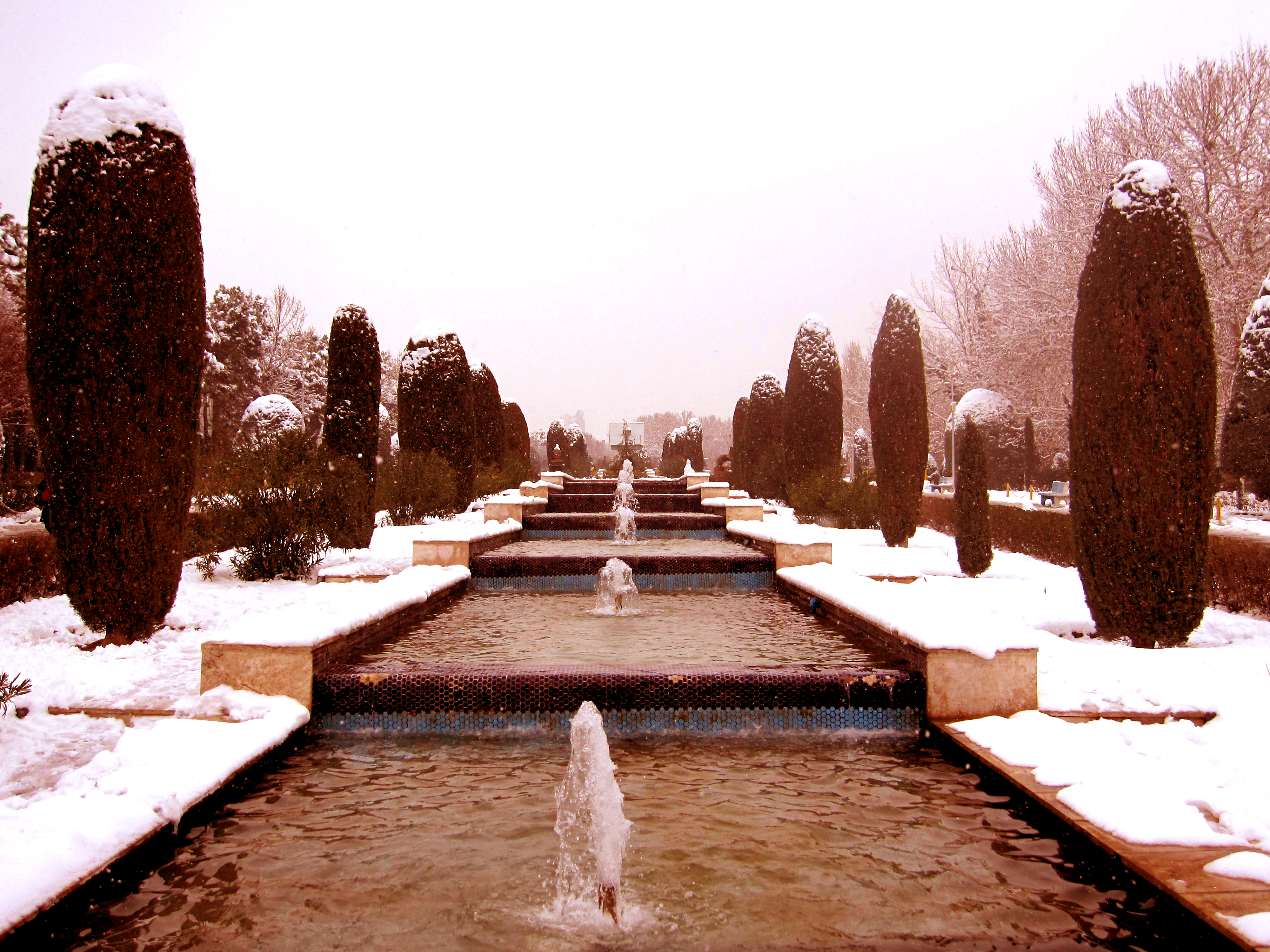
پارک لاله در زمستان

بوستان لاله که با نام (پارک لاله‌) ‌شناخته میشود تا پیش از انقلاب ۱۳۵۷ ایران، پارک فرح نام داشت، از بوستان‌های بزرگ شهر تهران است. این بوستان در سال ۱۳۴۵ به در خواست فرح پهلوی از محمدرضا پهلوی بنیان شد. پیش از آن یک منطقه نظامی بود که برای سوارکاری و رژه مورد استفاده ارتش قرار داشت و باغ جلالیه نامیده می‌شد. مساحت بوستان ۳۵ هکتار است. در این بوستان گونه‌های متفاوت گیاهی موجود است که مهم‌ترین آن‌ها عبارتند از: چنار، اقاقیا و کاج. بوستان لاله یکی از بوستان های زیبا، قدیمی و خاطره انگیز تهران است که در محدوده جغرافیایی منطقه ۶ شهرداری پایتخت واقع شده است

## تاریخچه

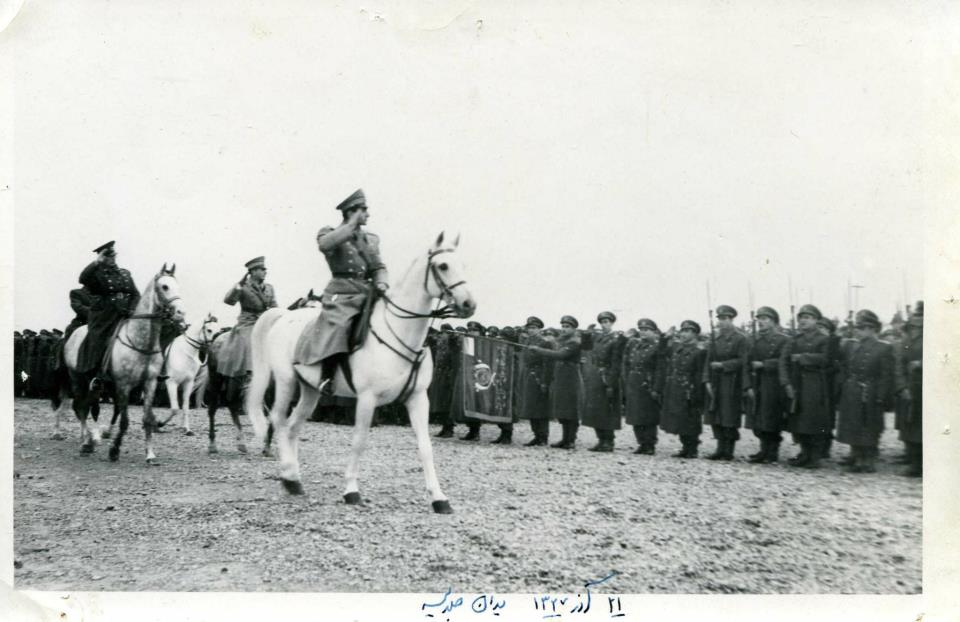
محمدرضا پهلوی در حال سان دیدن از سربازان ارتش شاهنشاهی در باغ جلالیه (۱۳۲۷)

زمینهای بوستان لاله از گذشته در اختیار ارتش بوده است. زمین مزبور معروف به میدان اسب دوانی جلالیه و برای رژه از آن استفاده می‌شد. ارتش زمینهای مورد اشاره را در ازای مطالبات وزارت دارایی به آن وزارت خانه انتقال داد. وزارت آبادانی و مسکن وقت، مأموریت یافت که برای این منطقه، طرحی تهیه نماید. قسمت شمال پارک برای تأسیسات فرهنگی عمومی و قسمت جنوبی صرفاً برای پارک در نظر گرفته شد. طرح آن به وسیلهٔ طراح معروف فرانسوی «ژوفه» و سایر طراحان پارک سازی و همکاران ایرانی تهیه گردید. سایر عملیات اجرایی به عهده شهرداری گذاشته شد. عملیات اجرایی ساخت بوستان‌ از روز پنج شنبه ۲ مهر ۱۳۴۳ با حضور محمدرضا شاه و فرح آغاز شد. شهرداری عملیات اجرایی را طبق طرح ادامه داد تا سرانجام در سال ۱۳۴۵ بوستان فرح تأسیس گردید. پس از انقلاب، در بهمن ۱۳۵۷ نام این پارک ابتدا به بوستان خسرو گلسرخی و سپس به بوستان لاله تغییر یافت.
ساختمان اولین کتابخانه کودک در ایران توسط کانون پرورش فکری کودکان و نوجوانان در بخشی از زمینهای بوستان لاله ساخته‌شد.

## موقعیت جغرافیایی
این بوستان در محدوده منطقه ۶ شهرداری تهران و در محله امیرآباد واقع شده است.
این بوستان از شمال به خیابان فاطمی، از جنوب به بلوار کشاورز، از غرب به خیابان کارگر شمالی (خیابان امیرآباد) و از شرق به خیابان لس آنجلس متصل می‌شود. در همسایگی این بوستان، مرکز خرید لاله، موزه هنرهای معاصر، موزه فرش ایران و هتل لاله یا " هتل اینترکنتیننتال " (سابق) واقع شده است.

## امکانات و فضاها

نمای موزه هنرهای معاصر تهران از بالا در نخستین سال‌های گشایش موزه در گوشهٔ غربی بوستان فرح.

بخش جنوب شرقی این پارک به شیوه پارک‌های ژاپنی طراحی شده و دارای آب‌نما و جویبارهای مارپیچ است. در خیابان‌های شمالی پارک محوطه میزهای شطرنج و پینگ پونگ جای داده شده است و به شدت پدیده خیز است. زمین‌های ورزشی پارک شامل زمین‌های بسکتبال و والیبال و چمن مصنوعی پارک لاله  نیز در بخش شمالی جای گرفته است. در این پارک همچنین یک مرکز تئاتر عروسکی، یک کتابخانه زیر پوشش کانون پرورش فکری کودکان و نوجوانان و یک مسجد دایر می‌باشد. مجسمه‌ها و تندیس‌های گوناگونی نیز در این پارک وجود دارد که نامدارترین آن‌ها تندیس خیام و تندیس ابوریحان بیرونی است.
تندیس خیام از آثار ابوالحسن صدیقی است که در سال ۱۳۵۱ و در کشور ایتالیا (به سفارش انجمن آثار ملی) ساخته شده است. این تندیس پس از جابجایی به ایران به این پارک منتقل شد و در بازدید همگانی قرار گرفت و پس از آن چندین بار به دستان فریدون صدیقی (فرزند آفریننده اثر) بازسازی شد.

## نگارخانه

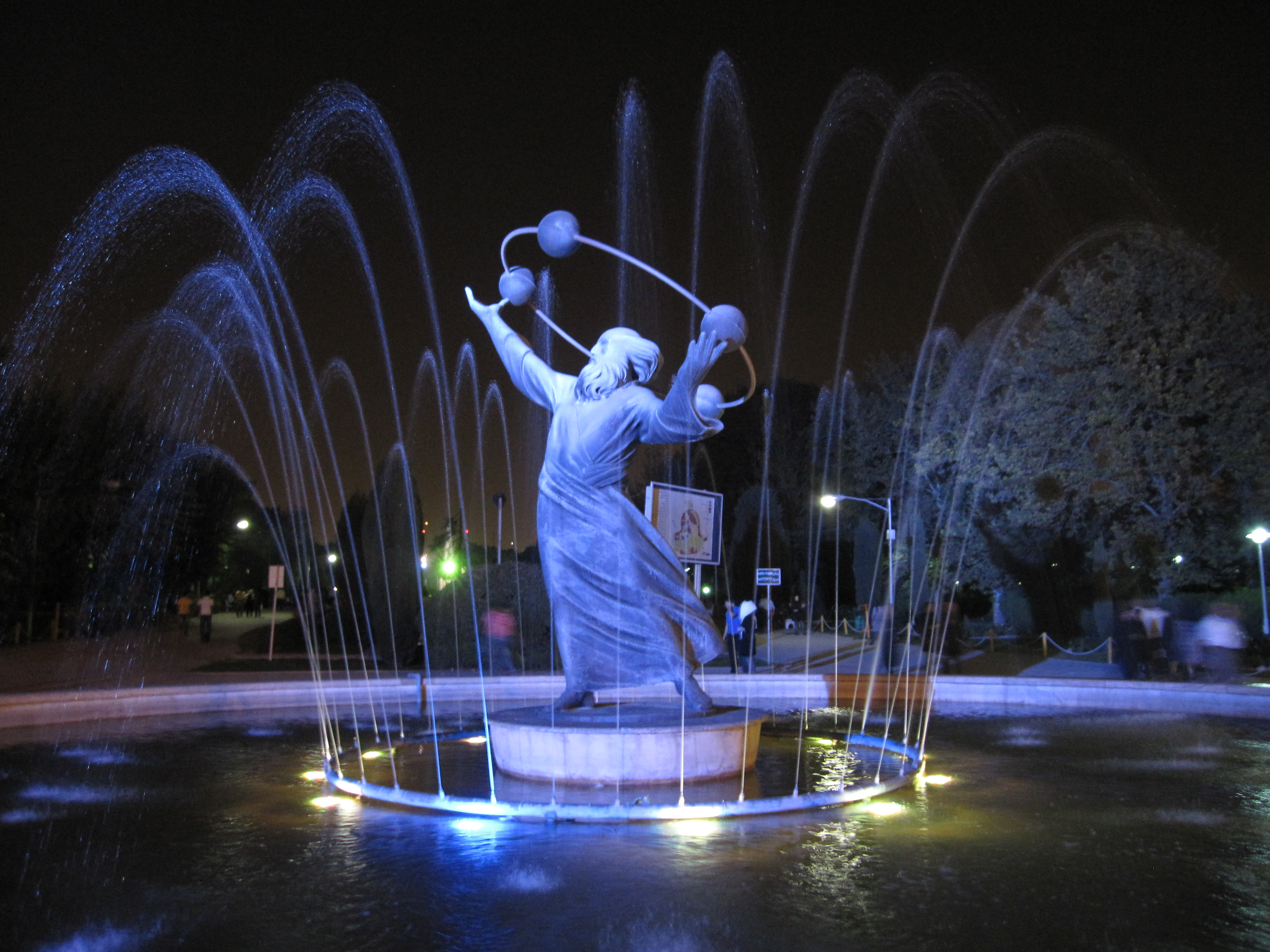
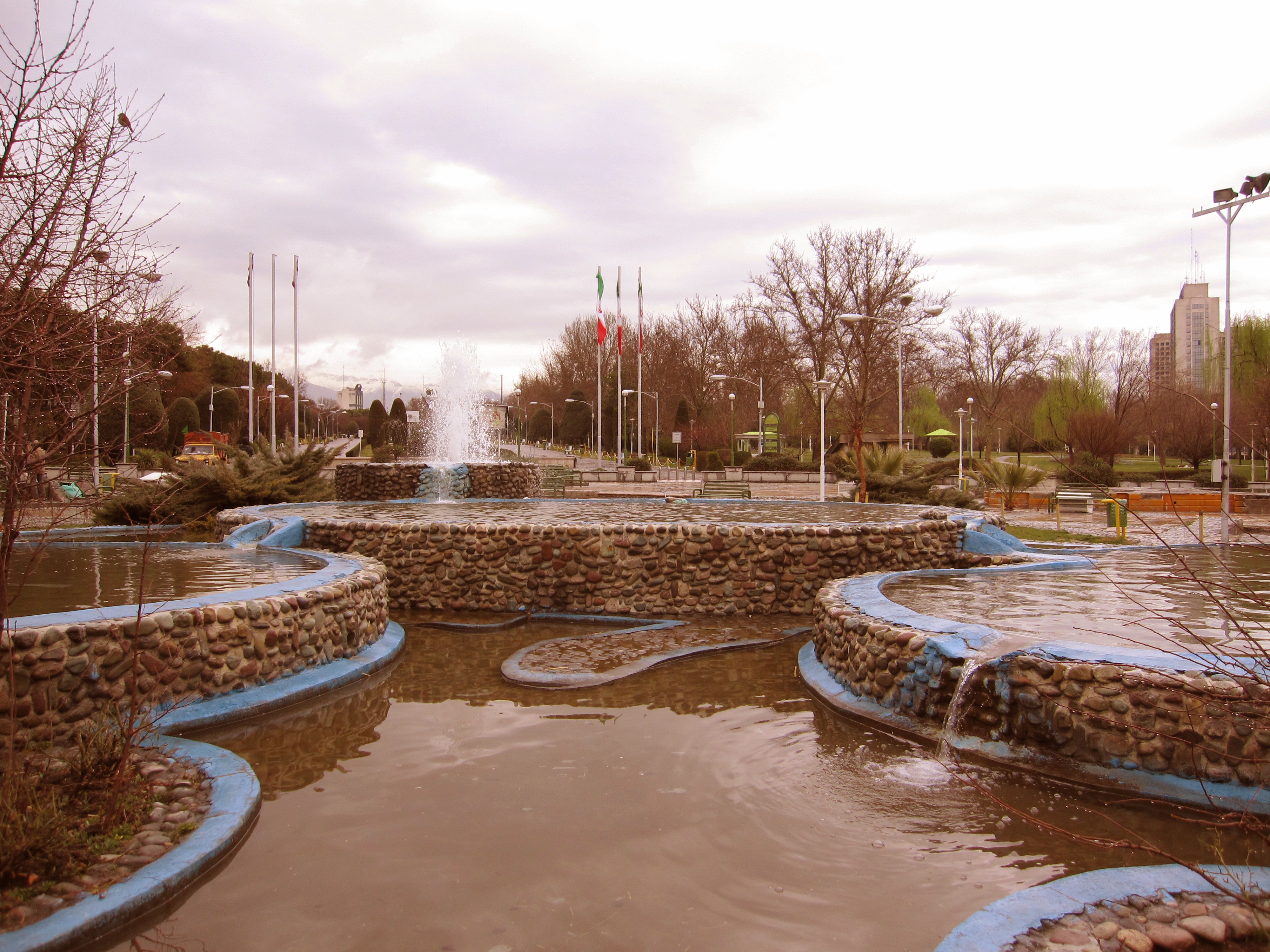
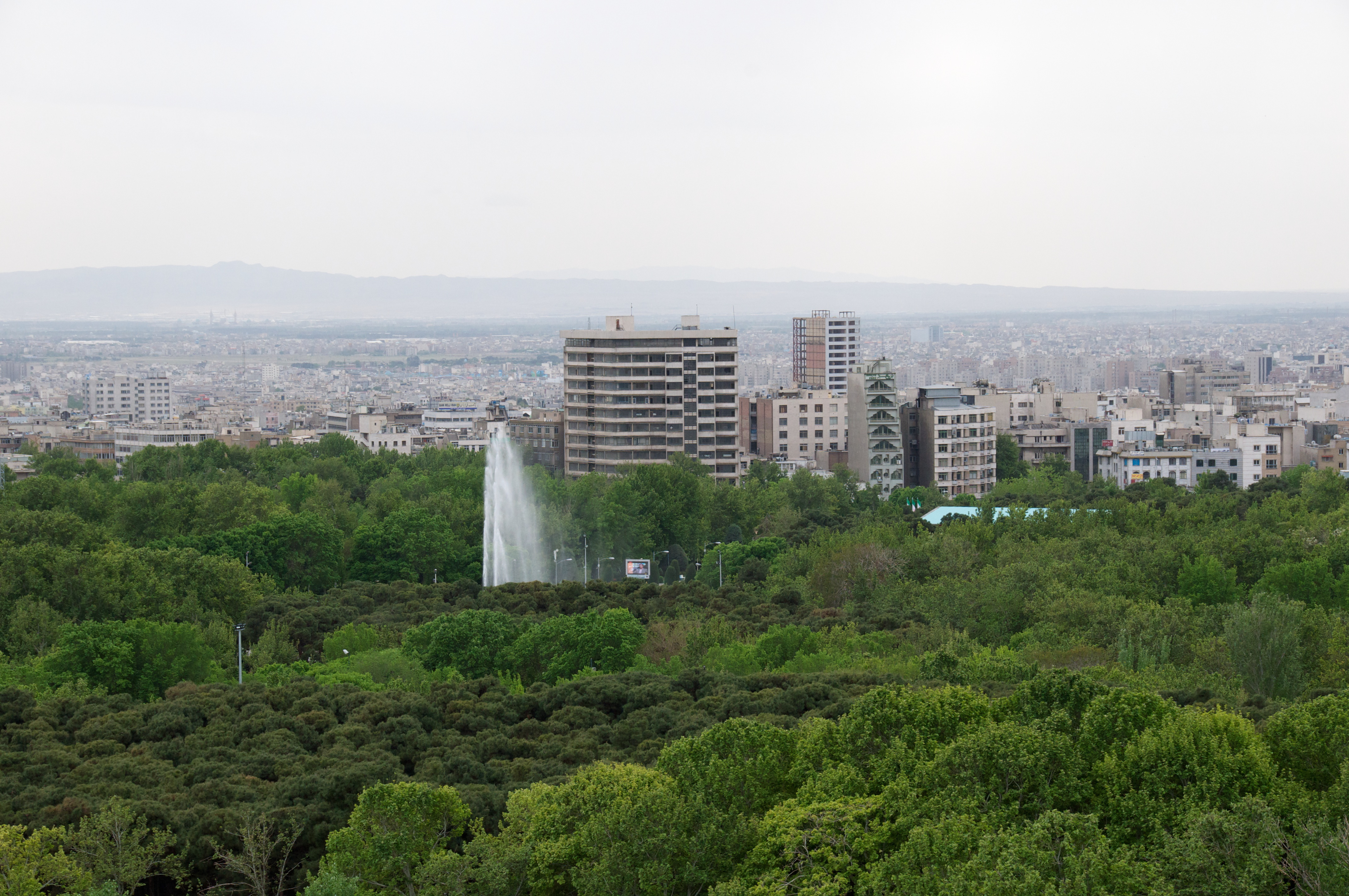
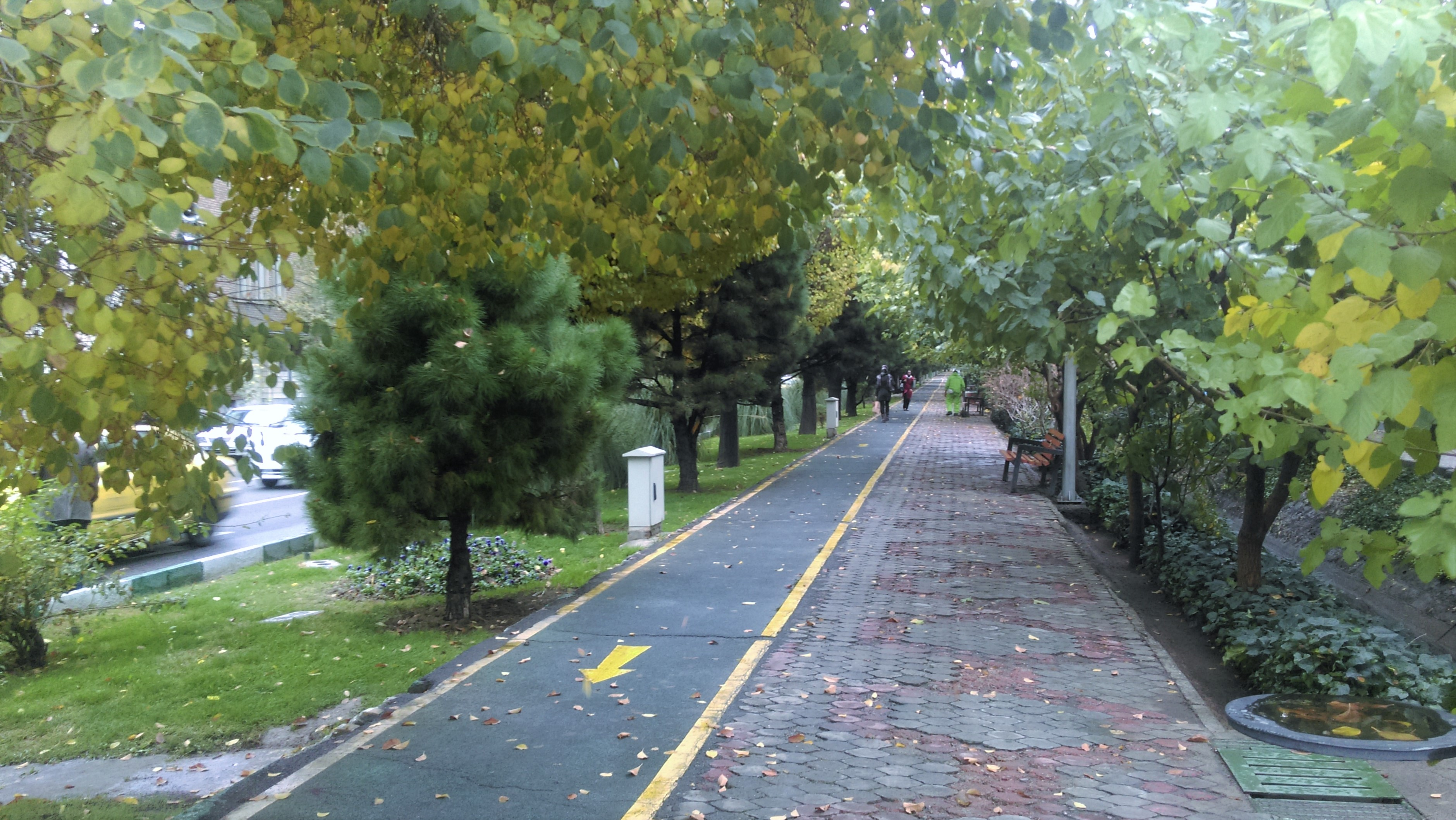
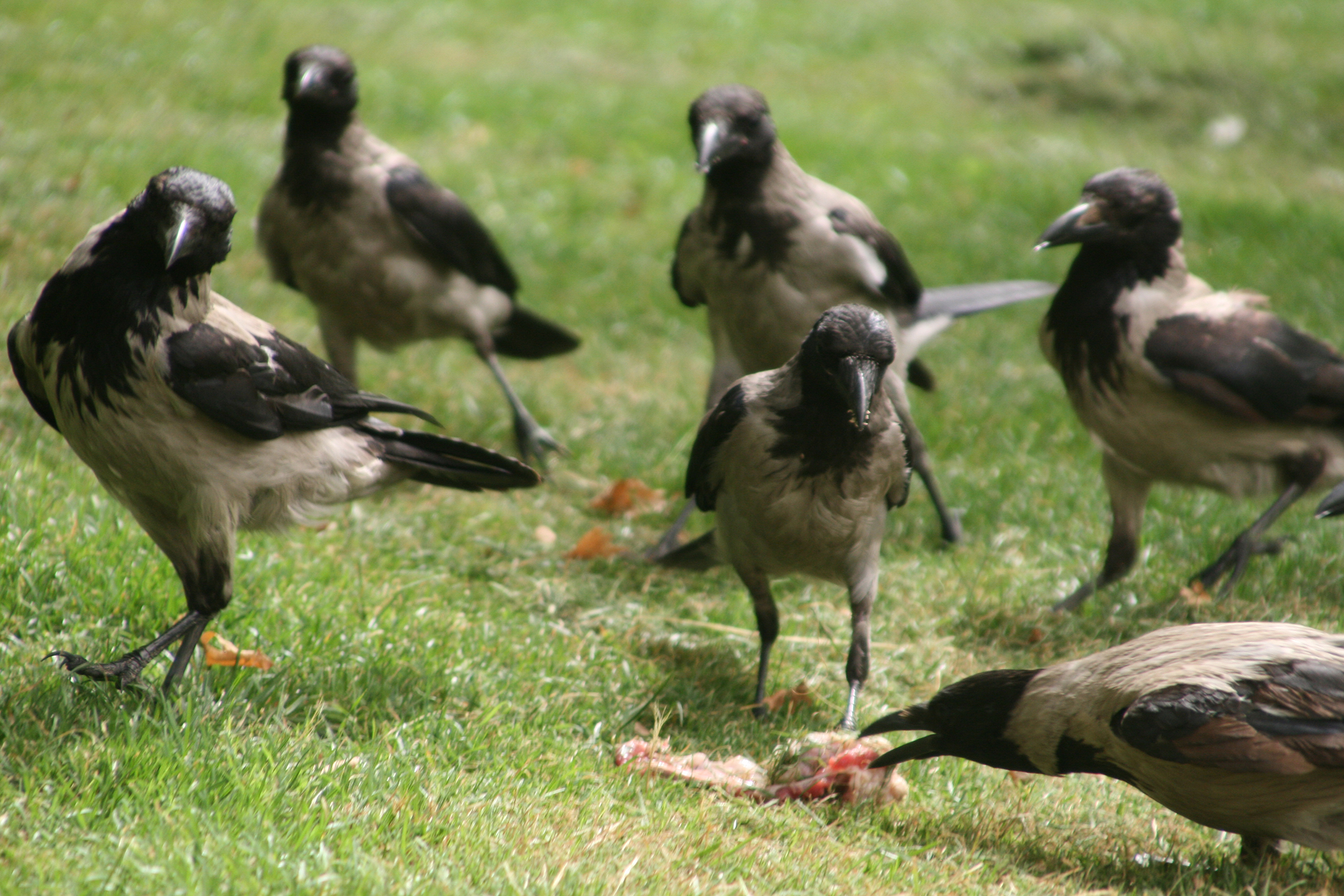
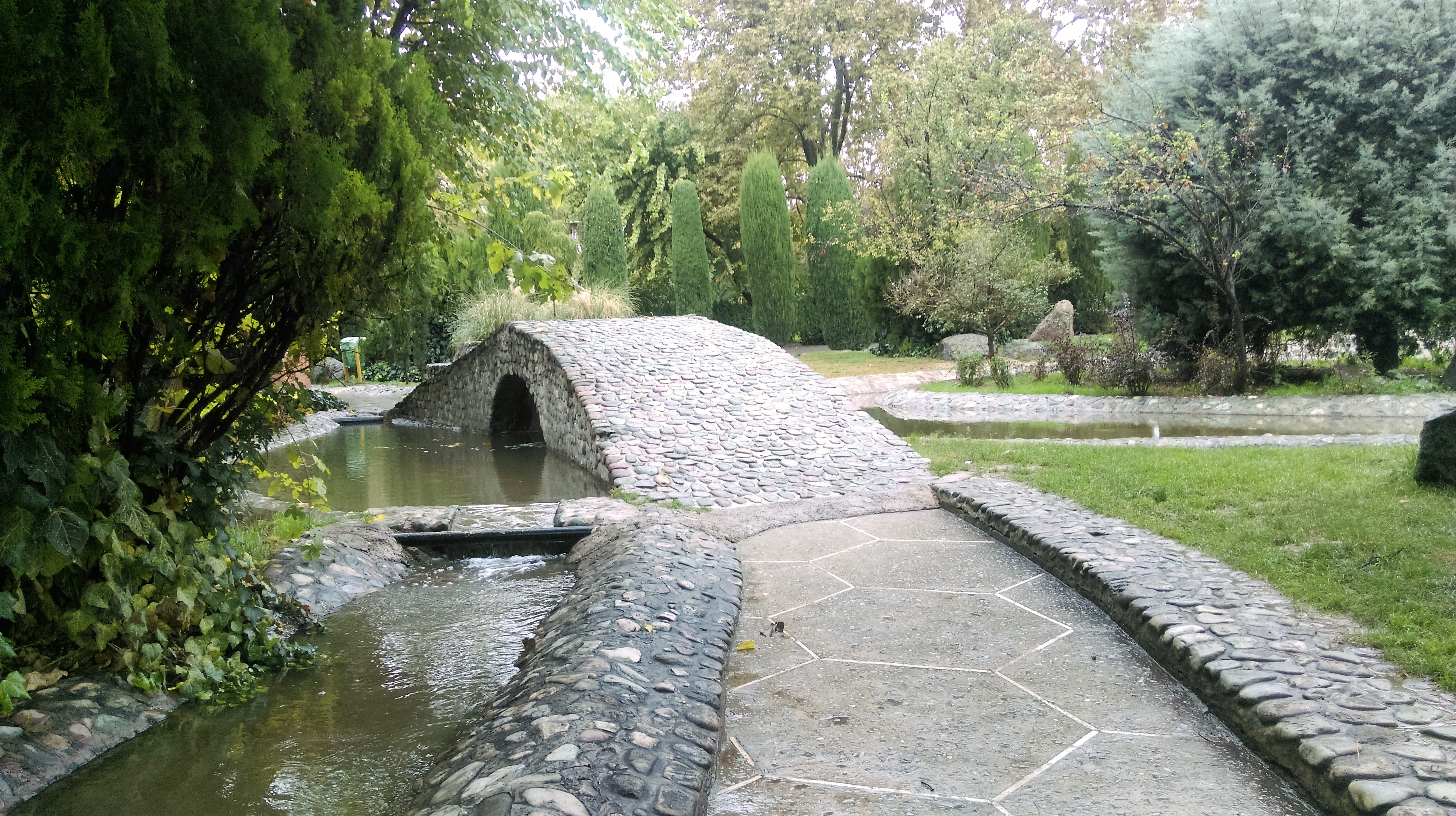
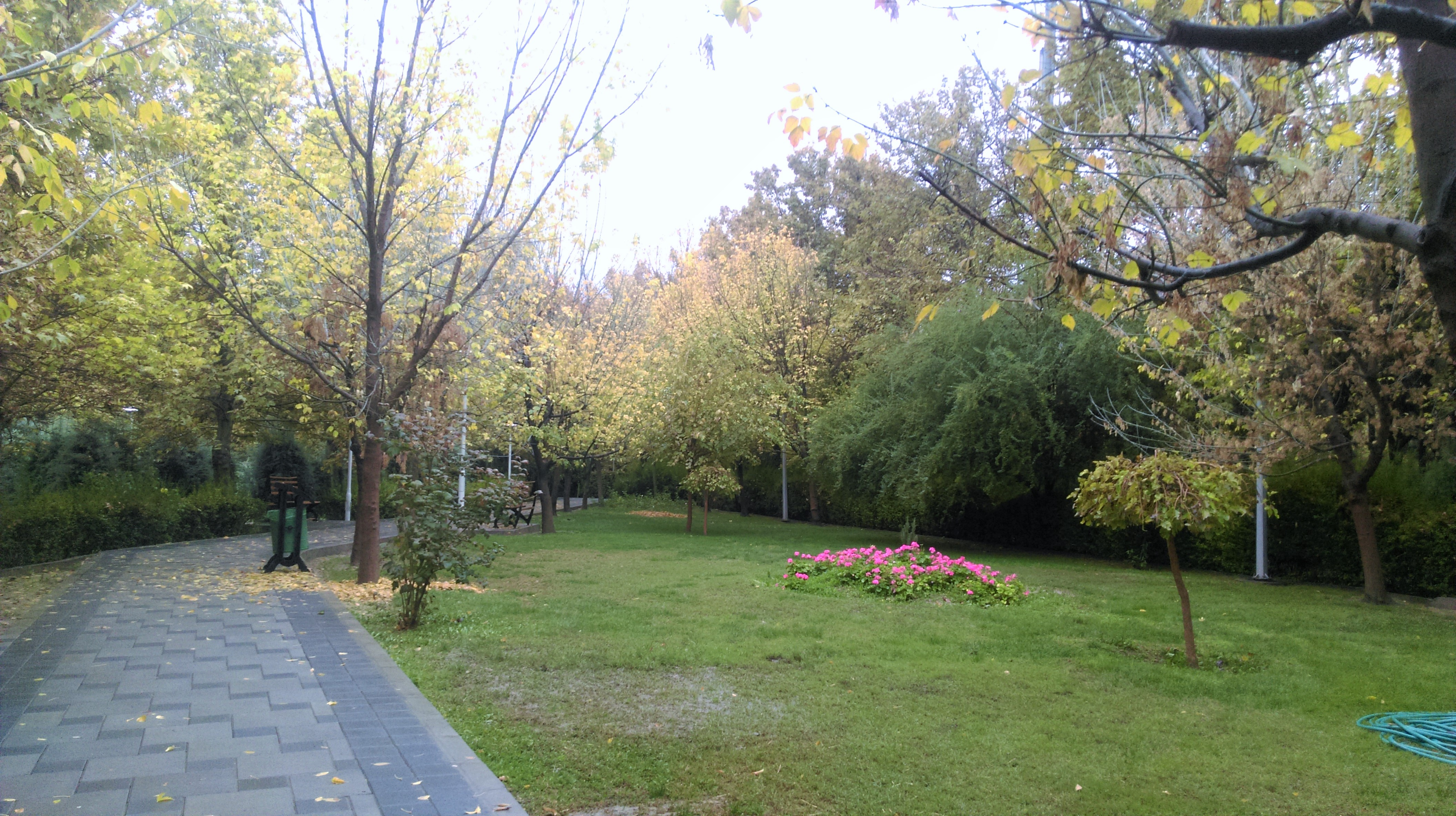
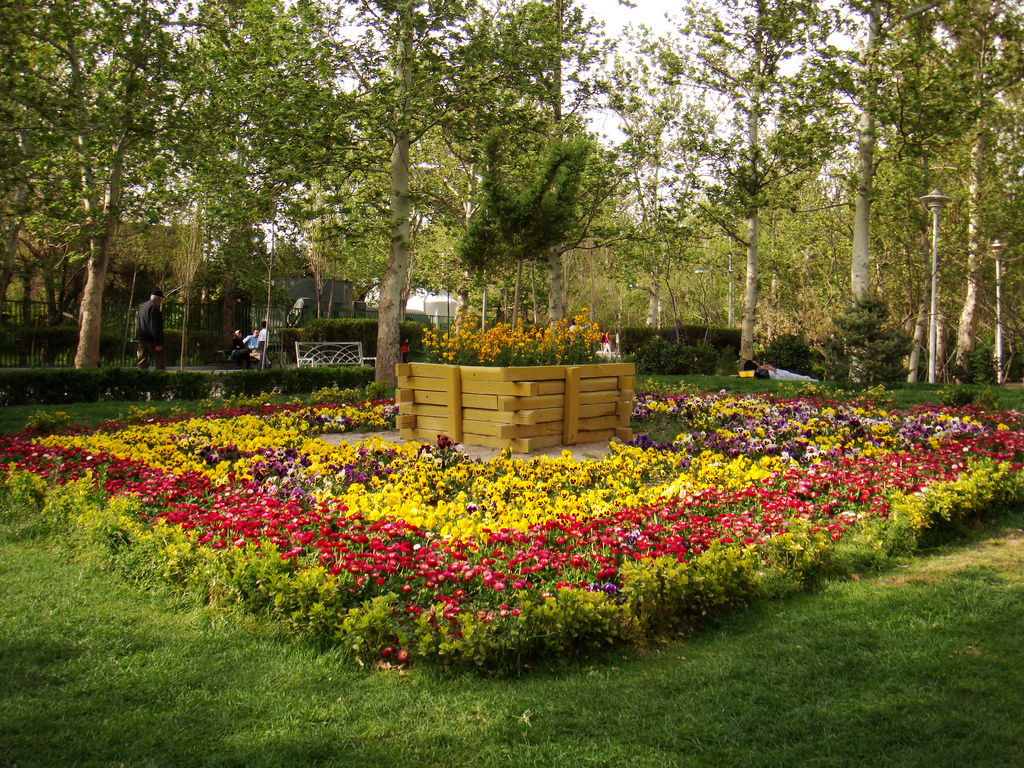
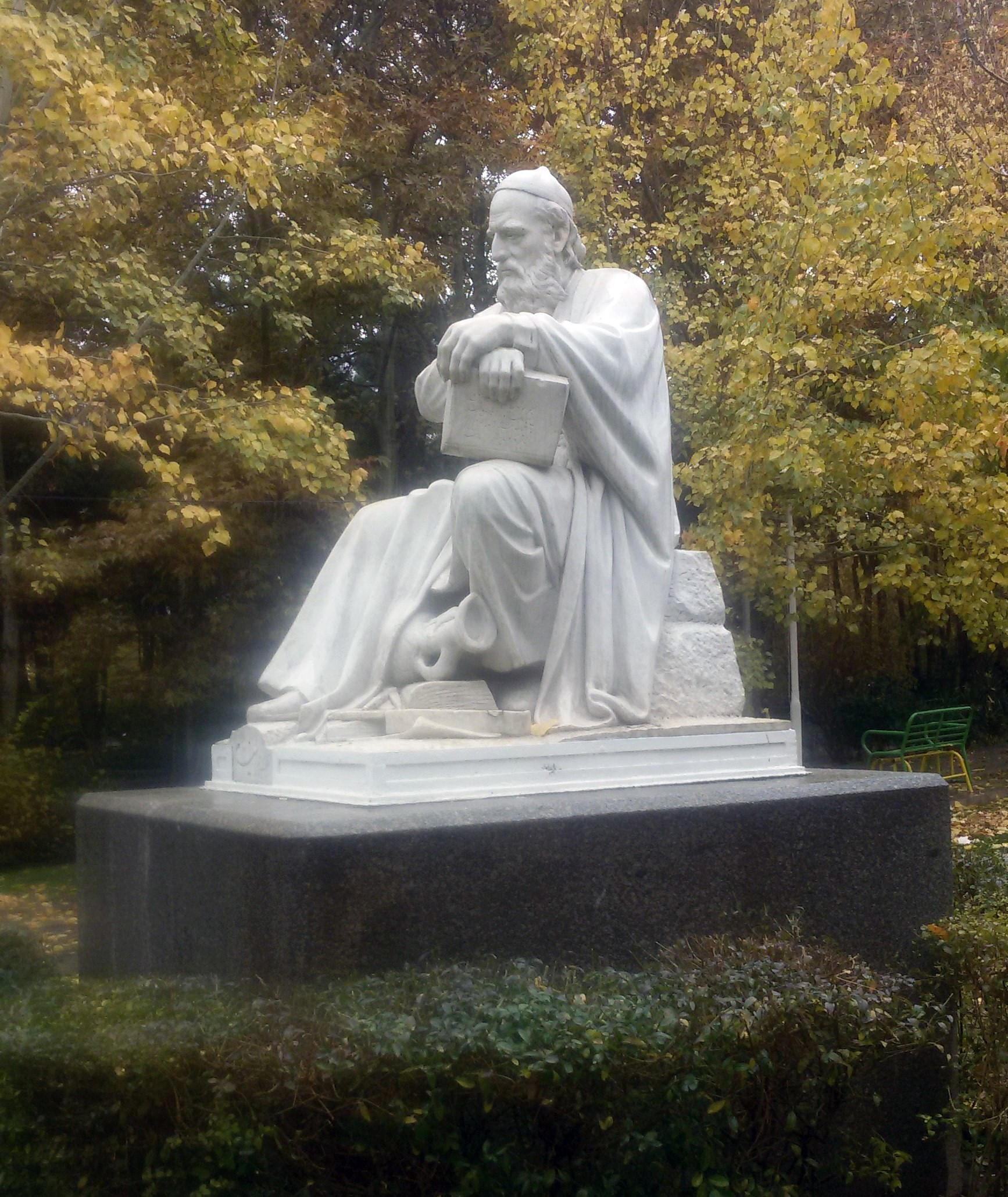
تندیس حکیم عمر خیام در پارک لاله